# Bataille de Williamsport
Guerre de Sécession
Batailles
Campagne de Pennsylvanie
- Franklin's Crossing
- Brandy Station
- 2e Winchester
- Aldie
- Middleburg
- Upperville
- 2e Fairfax Court House
- Corbit's Charge (en)
- Hanover
- Sporting Hill
- Carlisle
- Gettysburg
- Retraite de Gettysburg
- Fairfield
- Monterey
- Williamsport
- Boonsboro
- Funkstown
- Manassas Gap

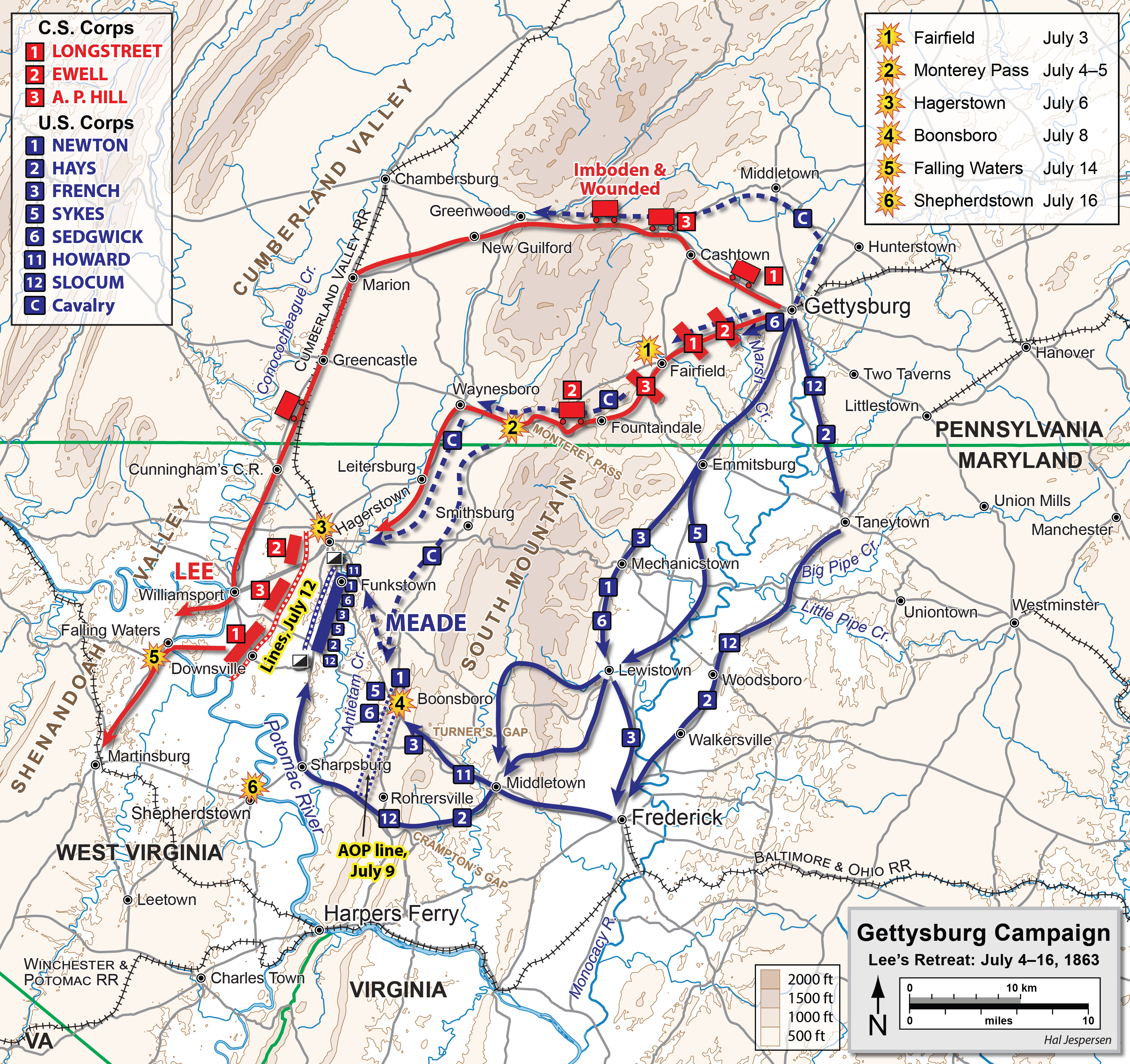
Campagne de Gettysburg (5-14 juillet)

La bataille de Williamsport, aussi connue sous les noms de bataille de Hagerstown ou bataille de Falling Waters, est une bataille de la guerre de Sécession. Elle se déroule du lundi 6 au jeudi 16 juillet 1863 dans le Maryland et fait partie de la Campagne de Gettysburg.
Elle fait partie d'une série de combats qui ponctuent la retraite sudiste.

## Le contexte
Après sa défaite à la bataille de Gettysburg, l'armée confédérée reflue vers la Virginie. Sa route de retraite prévue la fait passer à l'ouest des South Mountains. L'armée nordiste va la suivre, mais à l'est des mêmes montagnes. Le premier obstacle que va rencontrer l’Armée de Virginie du Nord va être le fleuve Potomac. C’est autour des points de passage que vont se dérouler les combats auxquels on donne le nom de « bataille de Williamssport ».

## Les combats
Dans la nuit du 4 au 5 juillet 1863, l'armée sudiste du général Robert Lee entame sa retraite vers le sud, en direction de Hagerstown et Williamsport. Elle est éclairée par les unités de cavalerie du major général J.E.B. Stuart. L'armée nordiste, quant à elle, suit prudemment son adversaire, se dirigeant vers Middletown.
Le 7 juillet, les unités de cavalerie nordiste du brigadier général John Buford, sont chassées de la ville de Williamsport, où elle détruisaient des convois de ravitaillement sudistes, par la cavalerie du brigadier général John D. Imboden.
La division de cavalerie Kilpatrick repousse, elle, 2 brigades de cavalerie sudiste au-delà de Hagerstown avant de devoir reculer devant le reste de la cavalerie de Stuart.
Le 11 juillet, l'infanterie sudiste en retraite atteint le Potomac mais ne peut le franchir, le pont ayant été détruit lors d'un raid de cavalerie de la garnison d'Harpers Ferry. Elle se met en position défensive, protégeant les gués existants à Williamsport. Le lendemain, les troupes nordistes approchent et sondent le dispositif sudiste.
Le 13 juillet, des escarmouches ont lieu tout au long de la ligne et le général Meade prépare son attaque. Pendant ce temps, le niveau du fleuve a suffisamment baissé pour permettre la construction de ponts. À la nuit, les unités sudistes commencent à passer sur l'autre rive par les ponts lancés à Fallin Waters et par un gué à Williamsport.
Au matin du 14, les divisions de cavalerie Buford et Kilpatrick passent à l'attaque. Elles rencontrent la division d'arrière-garde sudiste, celle de Heth, et lui font 500 prisonniers. Le brigadier général J. Johnston Pettigrew est mortellement blessé dans ce combat.
Le 16 juillet, les brigades sudistes Fitzhugh Lee, Chambliss et Milton J. Ferguson interdisent aux forces nordistes, cavalerie de David McM. Gregg et infanterie, l'approche des gués permettant de franchir le Potomac. Elles décrochent à la nuit tombée.

## Les conséquences
Les sudistes ont perdu 2 canons et un demi-millier de prisonniers. Mais l'armée a pu passer le Potomac.
L'armée du Potomac a été incapable de stopper la retraite de l'Armée de Virginie du Nord. Mais les nordistes n'hésiteront pas à embellir la réalité en présentant la retraite sudiste comme une vraie déroute.

## Sources
- (en) Cet article est partiellement ou en totalité issu de l’article de Wikipédia en anglais intitulé « Battle of Williamsport » (voir la liste des auteurs).

 : document utilisé comme source pour la rédaction de cet article.
- (en) Mark M boatner III, The Civil War Dictionary, 1959, réédité 1988, Vintage Books,  (ISBN 0-679-73392-2), pages 273-274.
- (en) Edward G. Longacre, Lee's cavalrymen, Stackpole books, 2002,  (ISBN 0-8117-0898-5), pages 228-235.
- (en) Edward G. Longacre, Lincoln's cavalrymen, Stackpole books, 2000,  (ISBN 0-8117-1049-1), pages 210-214.
- (en) Edward G. Longacre, The cavalry at Gettysburg, University of Nebraska Presse, 1986,  (ISBN 0-8032-7941-8), pages 255-258.
- (en) A. Wilson Greene, From Gettysburg to Falling Waters, in The third day at Gettysburg and beyond, Gary W. Gallagher (dir.), University of Carolina Press, 1994,  (ISBN 0-8078-4753-4), pages 170-178.